# Quevedo (Familienname)
Quevedo ist ein ursprünglich ortsbezogener spanischer Familienname, der zuerst in den Bergen der Provinz Santander im heutigen Kantabrien auftrat.

## Namensträger
- Carlos Quevedo (* 1993), spanischer Eishockeyspieler
- Fernando Quevedo (* 1956), guatemaltekischer Physiker
- Fernando Torres-Quevedo y Polanco (1898–1971), spanischer Hockeyspieler, siehe Fernando Torres-Polanco
- Francisco de Quevedo (1580–1645), spanischer Dichter
- Gabriella Quevedo (* 1997), schwedische Gitarristin
- Hugo Quevedo (* 1963), uruguayischer Fußballspieler
- Julio Quevedo (1939–2025), guatemaltekischer Leichtathlet
- Kaitlin Quevedo (* 2006), US-amerikanische Tennisspielerin
- Leonardo Torres Quevedo (1852–1936), spanischer Gelehrter und Ingenieur
- Manuel Quevedo, venezolanischer Politiker
- Nino Quevedo (1929–2006), spanischer Filmproduzent und Regisseur
- Nuria Quevedo (* 1938), spanisch-deutsche Malerin
- Orlando Quevedo (* 1939), philippinischer Geistlicher, Erzbischof von Cotabato
- Pedro Benito Antonio Quevedo y Quintano (1736–1818), spanischer Geistlicher, Bischof von Orense
- Raúl Quevedo (1928/1929–2007), mexikanischer Fußballspieler
- Xavier Quevedo (* 1991), venezolanischer Radrennfahrer